# Stomatium peersii
Stomatium peersii är en isörtsväxtart som beskrevs av L. Bol. Stomatium peersii ingår i släktet Stomatium och familjen isörtsväxter. Inga underarter finns listade i Catalogue of Life.